# Aage Colding
Aage Emil August Angelo Colding (født 23. august 1869 i København, død 27. september 1921 på Frederiksberg) var en dansk skuespiller og teaterleder.
Han var søn af oberst Johan Georg Frederik Colding og Johanne Marie født Larsen, blev student og tog filosofikum og ernærede sig i nogle år som blomsterhandler på Strøget i København.
I 1894 debuterede han på Folketeatret uden større held, ifølge Politiken: "Publikum var urimelig ubarmhjertigt mod Hr. Colding, holdt sig ikke rolig, naar han var på Scenen, og tillod tilsidst ikke det venlige Bifald, der fulgte hans Sortier". Efter nogle år på Nørrebro Teater (1896-1900) måtte han sammen med sin hustru, Lauritze Colding, søge til provinsen, hvor de spillede hos Poul Friis og Jens Walther. Colding havde teaterroller bl.a. i Der var engang på Odense Folketeater i 1904 og samme år i Fra Videbæltet til Thurø på Svendborg Sommerteater. Han ledede desuden sommerteatret i Nakskov. I foråret 1907 fik han midlertidig tilladelse til at spille i de danske købstæder med Agnes Henningsens succes fra Dagmarteatret, Elskerinden. Turneen blev vellykket, og Colding søgte derfor om almindelig turnébevilling for den kommende sæson. Men teatercensor Carl Levin var ham ikke nådig: "Jeg anser ham ingenlunde for saa særlig kvalificeret, hverken som dramatisk Kunstner (som saadan tør jeg endda regne ham blandt de Ringeste) eller Forretningsmand, at han frem for andre burde kunne paaregne Aar efter Andet at erholde Bevilling."
Han var i 1912 med i tre spillefilm, Zweimal verstossen, Kärlekens offer og Guldgossen.
Colding arrangerede den 17. og 18. juni 1921 to friluftsopførelser af Jeppe på bjerget i Almindingen på Bornholm. Han døde senere samme år.
Aage Colding ægtede 1. gang operasangerinde Lauritze Belling (17. september 1869 - 1949, ægteskabet senere opløst). Han blev gift 2. gang den 5. august 1919 i Østerlars Kirke med skuespillerinden Ellen Price.